# Confissão de Fé Belga
A Confissão de Fé Belga é um documento padrão doutrinário a que muitas das igrejas reformadas se inscrevem. A confissão faz parte das Três Formas de Unidade da Igreja Reformada, que ainda estão subordinadas às normas oficiais da Igreja Reformada Holandesa. O chefe autor da confissão foi Guido de Brès, um pregador das igrejas reformadas da Holanda, que morreu como mártir da fé em 1567.

## Terminologia
O nome de Confissão Belga segue a designação latina do século XVII Confessio Belgica. Belgica referia-se ao conjunto dos Países Baixos, norte e sul, que hoje é dividido entre os Países Baixos e na Bélgica.

## História
Esse valioso documento foi escrito numa época em que os protestantes dos Países Baixos sofriam intensa repressão da Espanha católica que dominava a região. Seu autor foi o pastor reformado Guido de Brès ou Guy de Bray (c. 1522-1567), que, após passar alguns anos na Inglaterra como refugiado (1548-1552), retornou à Bélgica, foi pastor em Tournay e pregou em toda a região, tendo de fugir novamente em 1561, ano em que escreveu A Confissão. Ele deplorava as tendências anárquicas de muitos correligionários e insistia na importância de obedecer aos magistrados, tendo trabalhado com Guilherme de Orange, o futuro libertador dos Países Baixos. Durante o cerco de Valenciennes, não conseguiu convencer os radicais a se renderem e foi executado por rebelião.
A confissão foi escrita em francês e encaminhada pelo autor a diversos estudiosos e teólogos, que fizeram pequenas modificações. Também conhecida como Confessio Belgica ou Confissão da Valônia, foi endereçada ao rei Filipe II na esperança de atenuar a feroz perseguição contra a Reforma. Seu objetivo foi mostrar às autoridades espanholas que os reformados não eram rebeldes, mas cristãos cumpridores da lei. Imediatamente foi traduzida para o holandês (1562) e depois para o alemão (1566).
O texto se apoia fortemente na Confissão Galicana, adotada dois anos antes pelas igrejas reformadas da França. A ordem dos tópicos é tradicional: Deus e como conhecê-lo (arts. 1-2), a Escritura (3-7), a Trindade (8-11), a criação e a providência (12-13), a queda e a eleição (14-16), a pessoa e a obra redentora de Cristo (17-21), a justificação, a santificação e Cristo como mediador (22-26), a Igreja e seu governo (27-32), os sacramentos (33-35), as autoridades civis (36) e as últimas coisas (37). A confissão cita amplamente a Escritura e utiliza com frequência o pronome “nós”, o que a torna muito pessoal. Evita referências provocadoras ao catolicismo, procurando dar ênfase a crenças comuns como a Trindade, a encarnação e a “Igreja Católica” (art. 27).
Ao mesmo tempo, sustenta com firmeza convicções distintamente protestantes e reformadas, tais como a autoridade única das Escrituras, a plena suficiência do sacrifício expiatório e da intercessão de Cristo, a natureza das boas obras e os dois sacramentos. Entre os temas especificamente reformados estão a soberania e graça de Deus, a eleição, a santificação e as boas obras, a lei de Deus, o governo da igreja e a Ceia do Senhor. A confissão se desvincula expressamente dos anabatistas, com os quais os reformados muitas vezes eram confundidos pelas autoridades católicas, afirmando a plena humanidade de Cristo, a natureza pública e não-sectária da verdadeira Igreja, o batismo infantil e o estado como instrumento de Deus (ver arts. 18, 29, 34, 36).
Recebida entusiasticamente pelas igrejas reformadas dos Países Baixos, a confissão foi adotada por sínodos reunidos em Antuérpia (1566), Wesel (1568) e Emden (1571), tido como o sínodo de fundação da Igreja Reformada da Holanda. Foi adotada em definitivo pelo Sínodo Nacional de Dort, em 1618. Tornou-se um dos três padrões doutrinários dessa Igreja, ao lado do Catecismo de Heidelberg e dos Cânones de Dort (as Três Formas de Unidade). O historiador Philip Schaff a considerou, “como um todo, a melhor afirmação simbólica do sistema calvinista de doutrina, à exceção da Confissão de Westminster”. O texto da Confissão Belga foi publicado em português pela Editora Cultura Cristã, sendo a edição mais recente de 2005.